# Ankaramy Be
Ankaramy Be is een plaats en commune in het noorden van Madagaskar, behorend tot het district Analalava, dat gelegen is in de regio Sofia. Tijdens een volkstelling in 2001 telde de plaats 23.000 inwoners.
De plaats biedt naast lager onderwijs ook middelbaar onderwijs aan. 90% van de bevolking werkt als landbouwer en 9% houdt zich bezig met veeteelt. Het belangrijkste landbouwproduct is rijst; andere belangrijke producten zijn koffie en peper. Verder is 1% actief in de dienstensector.